# Andrew Burton
Andrew Burton (ur. 28 października 1974 w Waratah) – australijski snowboardzista. Jego najlepszym wynikiem olimpijskim jest 32. miejsce w half-pipe'ie na igrzyskach w Turynie. Na mistrzostwach świata najlepszy wynik uzyskał na mistrzostwach w Whistler, gdzie zajął 19. miejsce w halfpipe’ie. Najlepsze wyniki w Pucharze Świata osiągnął w sezonie 2006/2007, kiedy to zajął 22. miejsce w klasyfikacji generalnej, a w klasyfikacji halfpipe’a był czwarty.
W 2007 r. zakończył karierę.

## Sukcesy

### Igrzyska olimpijskie
| Miejsce | Dzień     | Rok  | Miejscowość | Konkurencja | Zwycięzca   |
| ------- | --------- | ---- | ----------- | ----------- | ----------- |
| 32.     | 12 lutego | 2006 | Turyn       | Halfpipe    | Shaun White |

### Mistrzostwa Świata
| Miejsce | Dzień       | Rok  | Miejscowość | Konkurencja | Zwycięzca      |
| ------- | ----------- | ---- | ----------- | ----------- | -------------- |
| 33.     | 17 stycznia | 2003 | Kreischberg | Halfpipe    | Markus Keller  |
| 30.     | 18 stycznia | 2003 | Kreischberg | Big Air     | Risto Mattila  |
| 19.     | 22 stycznia | 2005 | Whistler    | Halfpipe    | Antti Autti    |
| 27.     | 20 stycznia | 2007 | Arosa       | Halfpipe    | Mathieu Crepel |

### Puchar Świata

#### Miejsca w klasyfikacji generalnej
- 2003/2004 - -
- 2004/2005 - -
- 2005/2006 - 48.
- 2006/2007 - 22.

#### Miejsca na podium
1. Sungwoo – 24 lutego 2007 (Halfpipe) - 3. miejsce